# Людвіг Отт-Скоропадський
Людвіґ Отт-Скоропадський (нім. Ludwig Ott-Skoropadsky; 28 жовтня 1915 — 29 липня 2015) — швейцарський підприємець. Чоловік Олени Отт-Скоропадської.

## Життєпис

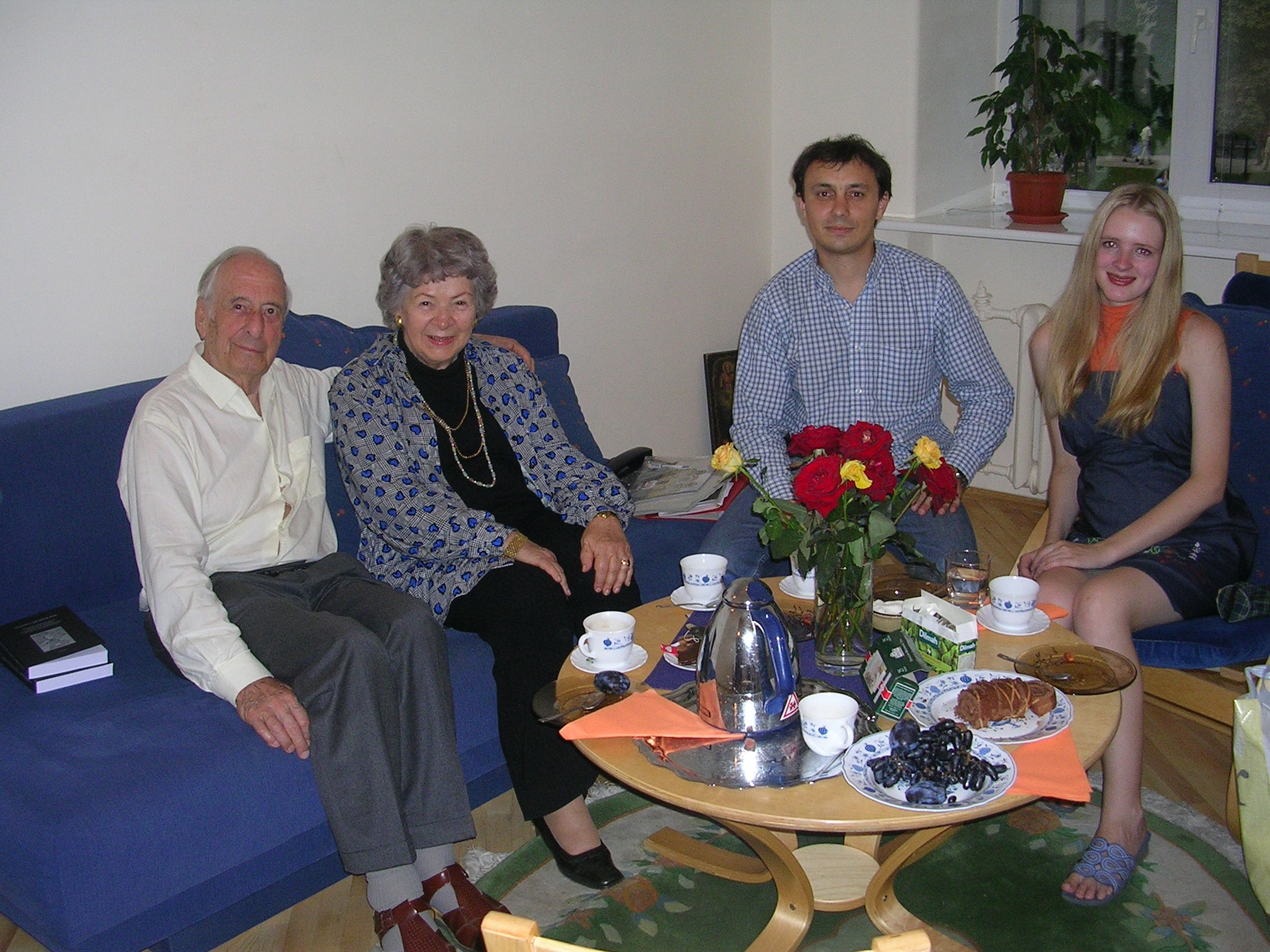
Людвіґ та Олена Отт-Скоропадські разом з українським істориком Павлом Гай-Нижником (13.IX.2005)

Народився 28 жовтня 1915 року в Швейцарії. Після війни працював у Цюриху на хімічній фабриці парфумів Esrolko A.G., завідувачем комерційного відділу.
У листопаді 1946 року познайомився з Оленою Скоропадською. Коли дізнався, що пані Олена — Скоропадська, то це його сильно вразило. Він подивився в лексикон, а там було вказано: «диктатор Скоропадський», що йому дуже сподобалося. 2 січня 1948 р. між Людвіґом та Оленою відбулося справжнє побачення. 20 березня 1948 року Людвіґ Отт і Олена Скоропадська одружилися. Весілля було невеликим — церковна служба.
У 1958–1978 р. Людвіґ Отт був директором найбільшого швейцарського видавництва «Tagesanzeiger», яке очолював до виходу на пенсію.
Разом з дружиною здійснили подорожі до Японії, Гонконгу, Сінгапуру, Непалу, США, Канади. Декілька разів бували в Англії, Іспанії, Греції, Данії, Франції та в Німеччині.
У листопаді 1991 р. Людвіґ разом з дружиною вперше відвідав Україну (Київ) на запрошення АН України.
Помер 29 липня 2015 року.

## Сім'я
- Дружина — Скоропадська Олена Павлівна (1919—2014)
- Донька — Олександра Отт-Скоропадська. З 1960 по 1974 рр. навчалася у антропософській гімназії Rudolf Steiner-Schule, Clinicals у Цюриху. Після цього закінчила спеціалізовану школу для медичних лаборантів. У 1980 р. Олександра вийшла заміж. ЇЇ чоловік — швейцарець-юрист працює при кантональному уряді.
  - Онука — Ванесса (1985)
  - Онук — Дмитро (1989)
- Донька — Ірен Отт-Скоропадська. З 1960 по 1971 рр. навчалася в гімназії у Цюриху, вчилася грі на скрипці. У 1973 році вступила до Женевської гімназії вивчати французьку мову. З 1974 по 1975 рр. продовжила навчання у Парижі, де й здавала іспити, слухала лекції у Сорбонні і відновила зайняття скрипкою. У 1976 році вивчала іспанську мову в Іспанії, а потім у 1977 році вивчала англійську мову в Оксфорді. Навчалася Ірен у філармонії, а також закінчила секретарську школу. У 1988 р. одружилася із своїм теперішнім чоловіком — журналістом, який працює шеф-редактором по культурі в одному з швейцарських часописів. Сьогодні працює секретаркою у швейцарському видавництві «Tagesanzeiger», яке очолював Людвіґ Отт.